# 56 Melete
56 Melete је астероид главног астероидног појаса са пречником од приближно 113,24 km.
Афел астероида је на удаљености од 3,213 астрономских јединица (АЈ) од Сунца, а перихел на 1,979 АЈ.
Ексцентрицитет орбите износи 0,237, инклинација (нагиб) орбите у односу на раван еклиптике 8,069 степени, а орбитални период износи 1527,876 дана (4,183 године).
Апсолутна магнитуда астероида је 8,31 а геометријски албедо 0,065.
Астероид је откривен 9. септембра 1857. године.